# Kato (personagem)
Kato (em chinês:  加藤, em japonês:  カトー) é um personagem  de origem asiática da franquia O Besouro Verde, iniciada como um programa de rádio e adaptada em filme, histórias em quadrinhos e uma série de televisão. Kato era o assistente do Besouro Verde e foi interpretado por vários atores. No rádio, Kato foi inicialmente interpretado por Raymond Hayashi, depois Roland Parker, que desempenhou o papel durante a maior parte da temporada, e nos últimos anos, Mickey Tolan e Paul Carnegie. Keye Luke assumiu o papel nos seriados cinematográficos da década de 1940, e na série de televisão ele foi interpretado por Bruce Lee. Jay Chou interpretou Kato no filme O Besouro Verde (2011).

## Histórico
Kato era o valete de Britt Reid, que também era o motorista e parceiro mascarado de Besouro Verde para ajudá-lo em suas aventuras de vigilante, disfarçado como as atividades de um criminoso e seu chofer/guarda-costas/executor. De acordo com o enredo, anos antes dos eventos descritos na série, Britt Reid salvou a vida de Kato enquanto viajava pelo Extremo Oriente. Dependendo da versão da história, isso levou Kato a se tornar assistente ou amigo de Reid. 

### Programa de rádio
George W. Trendle, o dono da estação de rádio WXYZ em Michigan, criou e produziu o programa The Green Hornet em 1936, com os roteiros sendo escritos por Fran Striker. O programa se tornou tão popular que durou quase duas décadas e gerou pelo menos dois filmes. Este foi o segundo grande sucesso de rádio de Trendle e Striker; o primeiro foi The Lone Ranger.

## Nacionalidade

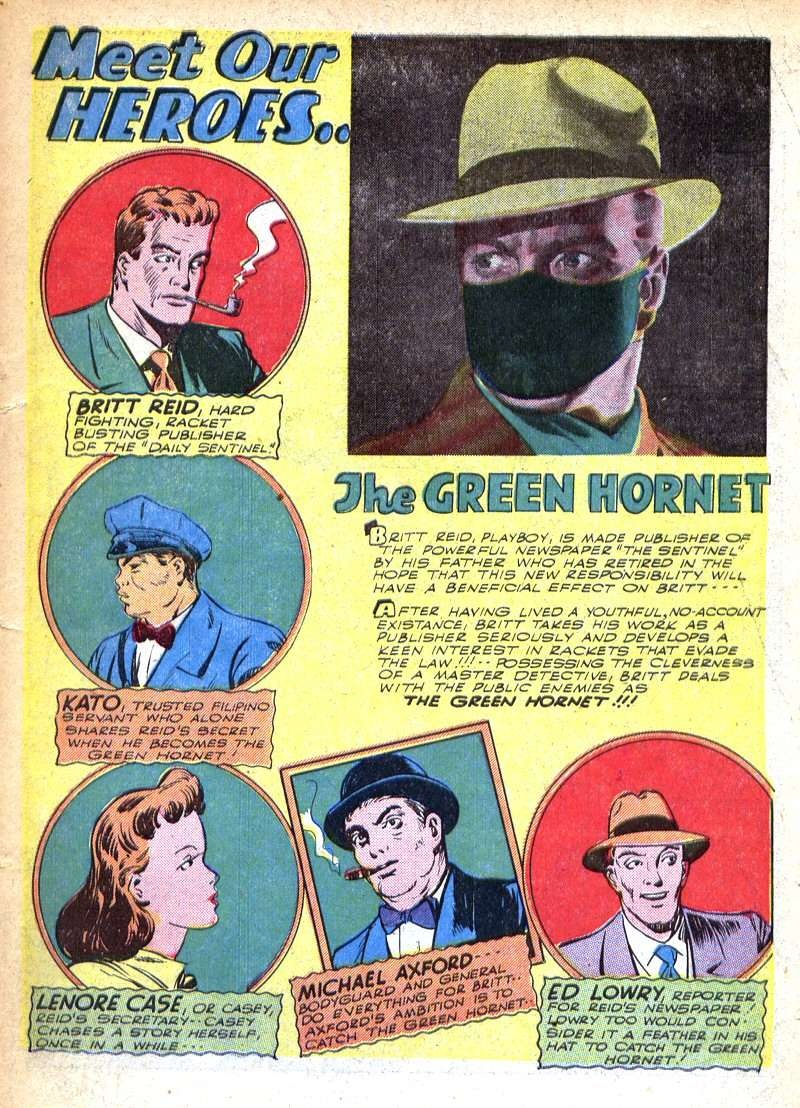
Kato descrito como filipino em Green Hornet Comics #7, junho de 1942 publicada pela Harvey Comics

Na estréia de 1936 do programa de rádio, Kato foi apresentado como sendo japonês. Em 1939, a invasão da China pelo Império do Japão tornou isso ruim para as relações públicas, e a partir daquele ano até 1945 o "criado japonês de Britt Reid" na abertura do show foi então identificado pelo locutor como seu "valete fiel". O primeiro dos dois seriados eferia-se de passagem a Kato como "um coreano". Em 1941, Kato começou a ser referido como filipino. Algo seguido nos quadrinhos. 
Na antologia The Green Hornet Chronicles da Moonstone Books, a história "Nothing Gold Can Stay: An Origin Story of Kato", escrita por Richard Dean Starr, explora o passado do personagem e como ele acaba vivendo nos Estados Unidos, sugerindo que Kato conheceu Britt Reid em uma viagem de volta para sua terra natal, enquanto em busca de sua mãe. 
No filme de 2011, Kato conta a Britt Reid que ele nasceu na cidade chinesa de Xangai; Reid responde dizendo que ele "ama o Japão".

## Habilidades
Em todas as outras versões da história, além de motorista e vale, Kato também é mecânico, com as criações de ambos, o automóvel especial, o Black Beauty e o gás de marca registrada do Besouro, e a arma que o entregou atribuiu a ele. Na série de televisão, ele também se tornou um especialista em artes marciais.
Na série de TV, Kato (interpretado por Bruce Lee) não é de forma alguma um mecânico, mas um criado profissional, um motorista altamente qualificado e um mestre de artes marciais. Em The Green Hornet Strikes! da série Big Little Book, publicada em 1940, é dito que Kato era um praticante de jiu-jitsu. Nos quadrinhos da Helnit, Britt Reid diz que aprendeu jiu-jitsu com Kato, nos quadrinhos da Harvey, Kato mostra conhecimento de judô. A história em quadrinhos publicada pela Gold Key Comics diz que Kato na série de TV praticava kung fu.

## Em outras mídias

### Histórias em quadrinhos
Todas as adaptações em quadrinhos incluíram Kato. Estas foram produzidos por Helnit (mais tarde Holyoke), Harvey, Dell e, ligadas à versão televisiva, Gold Key. A partir de 1989, uma publicação da NOW Comics estabeleceu uma continuidade entre as diferentes versões da história. Nesta revista em quadrinhos, a versão de Kato para TV/Bruce Lee era o filho do Kato das histórias de rádio, e tinha o nome dado Hayashi como uma homenagem ao primeiro ator de rádio do personagem.
Os quadrinhos também estabeleceram um novo Kato, uma meia-irmã muito mais nova do personagem da TV, Mishi. Esta Kato também insistiu em ser tratada como parceira completa do Hornet ao invés de uma simples sidekick. No entanto, a Green Hornet, Inc., logo retirou a aprovação e esta personagem foi substituída pela versão dos anos 60, após o vol. 1, # 10. Sua remoção foi explicada por ter a empresa da família Kato, a Nippon Today, precisando de seus serviços de projeto automotivo em suas instalações em Zurique, na Suíça. Mishi retornaria no volume 2, aparecendo esporadicamente na nova identidade fantasiada de Crimson Wasp, em uma vingança contra o criminoso Johnny Dollar. Ela finalmente revelou (em The Green Hornet Vol. 2, # 12 e 13, agosto e setembro de 1992) que ele havia sido um executivo na fábrica suíça, cujas ações ela inconscientemente começou a expor. Consequentemente, ele havia assassinado seu noivo e sua filha em um ataque que também fez com que o Mishi, o principal alvo, inconscientemente grávida, abortasse.
Na edição de 34 de julho de 1994, ela apareceu em seu disfarce de "parceira do Besouro" mais uma vez, enquanto o mascarado Paul Reid comparecia a uma reunião de gangues; as regras afirmavam que cada "chefe" recebia dois "meninos". Durante esse período, Hayashi se envolveu romanticamente com a procuradora distrital Diana Reid, filha do Besouro original, que chegou a pensar por um tempo que havia concebido seu filho. Na edição final, Diana discutiu seus planos de casamento com Mishi. Nos dois últimos números, outro Kato, um sobrinho de ambos, chamado Kono, foi contratado para permitir que o idoso Hayashi se aposentasse da luta contra o crime, mas a fim das operações da editora impediu que ele fosse visto. O Kato baseado em Bruce Lee também foi destaque em duas de suas próprias minisséries, escritas por Mike Baron. O primeiro tinha ele defendendo um templo chinês, onde ele estudou kung fu, do governo comunista, enquanto no segundo ele assumiu o trabalho de guarda-costas de um astro do rock viciado em heroína. Uma terceira aventura solo, também de Baron, foi anunciada e promovida primeiro como outra minissérie, depois como graphic novel (chamada de "Dragons in Eden"), mas foi deixada inédita quando a NOW fechou. A linha apresentava uma outra versão do personagem.
A minissérie em três edições The Green Hornet: Dark Tomorrow (junho-agosto de 1993) se passa aproximadamente cem anos no futuro, e tinha um Besouro Verde asiático-americano, cujo nome real Clayton Reid, que havia sido corrompido pelo poder e tornou-se verdadeiramente o chefe do crime que ele deveria fingir ser, lutando contra um Kato caucasiano. Além da reversão de etnias, o último acrescentou a alegação de que ele e o futuro Besouro eram primos, e a representação artística dos avós paternos não nomeados deste Besouro se assemelha a Paul Reid e Mishi Kato. Embora o futuro Kato não seja mais identificado aqui, uma história "Reid / Kato Family Trees" (em The Green Hornet Vol. 2, # 26, outubro de 1993) deu-lhe o primeiro nome Luke.
Esta encarnação de quadrinhos deu um certo status oficial a um erro de longa data sobre o personagem, que em sua identidade mascarada ele é conhecido como Kato. O nome estava restrito a sua persona privada na série de rádio original, os dois seriados, e a maior parte da versão de televisão (havia dois recortes neste último meio, um na aparição de Batman, o outro no último episódio filmado da própria série do Besouro Verde, "Invasion from Outer Space, Part 2", esta história está bem fora de sincronia com o resto da série, e o escritor, diretor e até mesmo o produtor da linha são pessoas sem outros créditos no programa. Mas a versão em quadrinhos da NOW fez questão de ter os assistentes mascarados chamados de Kato, com a mulher em um ponto inicial dizendo o igualmente novo Besouro durante sua primeira aventura, "Enquanto eu estou com essa maquiagem funky, me chame de Kato. Faz parte da tradição".
No reboot de Kevin Smith em 2010, Kato é representado, nos tempos modernos, como o idoso, mas ainda fisicamente apto valete do falecido Britt Reid, morto por um mafioso yakuza passando pelo apelido Besouro Negro. O ancião Kato, nesta versão um japonês forçado a agir como filipino para evitar as suspeitas e as acusações racistas contra o seu povo durante a Segunda Guerra Mundial, retira sua identidade junto com Britt Reid, e ambos decidem dedicar-se às suas famílias, respectivamente Britt Reid Jr. e Mulan Kato.
Após a morte de Britt Reid, Kato retorna para os Estados Unidos com Mulan, que assume o manto de  Kato, para atuar no Testamento Secreto de Britt Reid Sr., que desejou, no caso de sua morte, que Kato destruísse toda a parafernália do Besouro Verde ainda em sua posse. e leve Britt Reid Jr. para o Japão, para sua segurança. No entanto, ambos os descendentes recusam o testamento de Reid e Kato: Mulan Kato, agora vestida com uma variação do uniforme original de seu pai, corre para confrontar a Yakuza, e Britt Reid Jr. consegue roubar uma das roupas do Besouro para ajudá-la, apesar de tendo pouco treinamento por conta própria.
Como a nova Kato, Mulan é uma guerreira forte, fisicamente em forma e silenciosa, capaz de realizar proezas incríveis com força e precisão inusitadas. Apesar de ter sido mostrada, no final da adolescência, como uma menina animada e alegre, a adulta Mulan Kato é uma personagem mais sombria que nunca fala (apesar de fisicamente capaz, Mulan prefere falar tão pouco quanto ela pode evitar que o falador Britt Reid Jr., e aparentemente todo mundo, responda) e mostre pouco, se não tiver interesse, por qualquer forma de socialização, uma coisa que parece afligir o segundo Besouro Verde.
Além disso, a minissérie Green Hornet: Parallel Lives, do escritor Jai Nitz, serve como uma prequela do filme de 2011, explorando a história de fundo para a versão do filme de Kato.
Em 2013, uma minissérie de oito edições chamada Masks reuniu heróis famosos da era pulp. Com a participação de O Sombra, Besouro Verde e Kato, The Spider e Zorro, escrita por Chris Roberson com arte de Alex Ross e Dennis Calero.
Em uma série de 2018 escrita por Amy Chu, Mulan Kato se torna o Besouro Verde depois que Britt Reid Jr. desaparece misteriosamente.

### Série de televisão

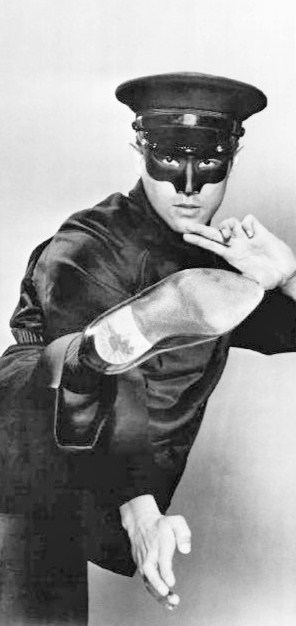
Bruce Lee como Kato na série de TV de 1966 1967

Foi em parte devido a interpretação de Kato por Bruce Lee, que o O Besouro Verde se tornou mais conhecido e que as artes marciais se tornaram mais populares nos Estados Unidos nos anos 60. Nesta versão, ele também usou dardos de luva verde como um ataque à distância para situações em que o combate corpo-a-corpo era ou impossível ou muito arriscado. Em um episódio de Batman produzido na mesma época pelas mesmas produtoras, Kato teve uma batalha com Robin que terminou em um empate (a mesma coisa aconteceu simultaneamente com seus parceiros). A impressão que Lee fez causou época é demonstrada no livro para colorir Kato's Revenge Featuring the Green Hornet. produzido pela Watkins & Strathmore. O sucesso do Besouro Verde em Hong Kong, onde era popularmente conhecido como The Kato Show, levou Lee a estrelar os longas-metragens que o tornariam um ícone da cultura pop.

### Cinema

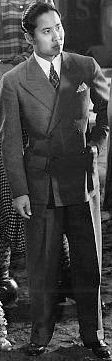
Keye Luke interpreto Kato em dois seriados da Universal Pictures

#### Seriados
O Besouro Verde Green Hornet foi adaptado em dois seriados cinematográficos, The Green Hornet (1940) e  The Green Hornet Strikes Again! (1941). Não gostando do tratamento que Republic Pictures deu ao Lone Ranger em dois seriados, George W. Trendle levou sua propriedade para a Universal Pictures e ficou muito mais feliz com os resultados. A primeira série, intitulada simplesmente The Green Hornet (1940), foi estrelada por Gordon Jones no papel-título, embora tenha sido dublado pelo ator original do programa de rádio, Al Hodge sempre que o herói estava usando máscara, ator chinês Keye Luke,  que interpretou o Filho Número UM nos filmes de Charlie Chan, interpretou Kato. Enquanto The Green Hornet Strikes Again! (1941) foi estrelada por Warren Hull, Keye Luke voltou no papel de Kato. Também estrelando os dois seriados estavam Anne Nagel como Lenore Case, a secretária de Britt Reid, e Wade Boteler como Mike Axford, um repórter do Daily Sentinel, o jornal que Reid possuía e publicava. Ford Beebe dirigiu ambos os seriados, em parceria com Ray Taylor em The Green Hornet e John Rawlins em The Green Hornet Strikes Again !, com George H. Plympton e Basil Dickey contribuindo para os roteiros de ambos os seriados. The Green Hornet teve 13 capítulos, enquanto The Green Hornet Strike Again! teve 15 capítulos.

#### Filmes
Em 4 de junho de 2008, a Sony Pictures anunciou planos para um longa-metragem do Besouro Verde. Lançado em 14 de janeiro de 2011, o filme estrelado por Seth Rogen, que assumiu funções como co-escritor de Superbad, Evan Goldberg. Stephen Chow tinha assinado originalmente para interpretar Kato, mas depois desistiu. O ator taiwanês Jay Chou substituiu Chow como Kato pelo filme. Nesta versão, Kato é um órfão que fugiu do orfanato, e foi originalmente empregado pelo pai de Britt Reid, James, como mecânico de automóveis (também fazendo seu café com uma máquina especialmente projetada que ele havia criado para esse propósito), juntando-se a Britt. os passos que o levaram a se tornar o Besouro Verde quando Britt concluiu que ambos haviam desperdiçado seu potencial. As habilidades de arte marcial de Kato nesta versão da série são tão excepcionais que ele afirma que o tempo literalmente diminui para ele quando ele fica com uma descarga de adrenalina em uma situação perigosa, bem como seu papel tradicional como mecânico e motorista. Embora ele e Britt tenham um desentendimento temporário quando discutem sobre sua importância para o conceito do "Besouro Verde" - Kato atuando como o verdadeiro homem de ação do Besouro, enquanto Britt é o rosto público, já que Kato é muito rápido para qualquer câmera vê-lo, eles consertam suas diferenças a tempo de destruir a gangue do lorde do crime Chudnofsky. 

#### Reboot
O site Deadline.com informou que a Paramount Pictures e a Chernin Entertainment adquiriram os direitos cinematográficos de O Besouro Verde e iniciaram um trabalho preliminar no desenvolvimento de um reboot com Gavin O'Connor como produtor e diretor o filme e a roteiro de Sean O'Keefe. Em 29 de janeiro de 2020, o Deadline informou que a Amasia Entertainment adquiriu os direitos da franquia  e se uniu oficialmente à Universal Pictures para o reboot intitulado Green Hornet and Kato, com David Koepp escrevendo o roteiro. Em 23 de junho de 2022, o Deadline informa que Leigh Whannell dirigirá a reboot.

## Cultura popular
- O álbum de 1967 de Aretha Franklin, I Never Loved a Man the Way I Love You, contém a música "Save Me", que inclui a letra "Calling the Caped Crusader, Green Hornet, Kato, too / I'm in so much trouble I don't know what to do"
- A série de desenhos animados dos anos 1960, Batfink, é uma paródia de Batman e do Besouro Verde. Batfink anda em um veículo rosa chamado Battilac, que é dirigido por seu assistente Karate, que é um artista marcial.
- Bill Cosby parodiou The Green Hornet em seu c. Programa de rádio diário de cinco minutos distribuído em 1970, The Brown Hornet, que ele reviveu no final dos anos 1970 para seu programa de desenhos animados Fat Albert and the Cosby Kids.
- O manobrista / criado do inspetor Clouseau é chamado Cato (escrito com um "C" em vez de um "K"), e seu carro no filme A Vingança da Pantera Cor de Rosa (1978) é um Citroën 2CV especialmente modificado, "The Zangão Prateado".[27]
- Kato aparece em filmes Bruceploitation de forma não-autorizadaːo ator taiwanês Bruce Li interpretou Bruce Lee e Kato em Bruce Lee Against Supermen (1975)[28] e Bruce Leung interpretou Bruce Lee e Kato em The Dragon Lives Again (1977).[29]

- A biografia cinematográfica semi-fictícia, Dragon: The Bruce Lee Story (1993), na qual Jason Scott Lee (sem parentesco) interpretou Bruce Lee, o filme apresentou cenas envolvendo as filmagens da série de TV The Green Hornet. Van Williams, que estrelou a série de TV, apareceu no filme como diretor do programa.[30]
- Um filme de 1994 de Hong Kong intitulado The Green Hornet, estrelado por Kar Lok Chin como um herói mascarado semelhante ao Kato chamado Green Hornet.[31] Em uma cena, ele é lembrado de seus antecessores, um dos quais é representado por um manequim de Bruce Lee em sua fantasia  Kato na TV.[32] O diretor do filme, Lam Ching-ying, foi amigo de Bruce Lee.[33]
- Black Mask, um filme de ação de 1996 em Hong Kong estrelado por Jet Li. O filme é uma adaptação do manhua (histórias em quadrinhos chinesa) Black Mask de 1992, de Li Chi-Tak. No filme, em homenagem ao Besouro Verde, o Black Mask usa uma máscara domino e um boné de chofer no mesmo estilo de Kato da série. O Máscara Negra é comparada a Kato em uma cena. Em 2002, foi seguido por uma sequência, Black Mask 2: City of Masks, estrelado por Andy On.[34] Na década de 2000, Jet Li chegou a ser cotado para o papel de Kato.[35][36]
- Lee tambem aparece como Kato na série biográfica The Legend of Bruce Lee, estrelado por Danny Chan.
- Em 2009, na antologia de quadrinhos Secret Identities: The Asian American Superhero Anthology, Gene Luen Yang e Sonny Liew publicaram a história Blue Scorpion and Chung. Nela, Chung, uma personagem inspirada em Kato, usa suas habilidades marciais para livrar seu chefe, Blue Scorpion, de diversas enrascadas quando ele está bêbado.[37]
- No filme Legend of the Fist: The Return of Chen Zhen, lançado no final de setembro de 2010 na Ásia e no início de 2011 nos Estados Unidos, há uma grande inspiração no Besouro Verde. Uma subtrama é composta pelo personagem principal Chen Zhen (interpretado por Donnie Yen) que se veste como um vigilante de máscara (baseado no Kato, o ajudante do Besouro Verde) para deter os assassinatos japoneses e proteger as pessoas. O diretor mencionou que desde que Bruce Lee interpretou Chen Zhen (no filme Fist of Fury, de 1972) e Kato, o filme foi um tributo e dedicação a Lee.[38]